# Daniel Curie

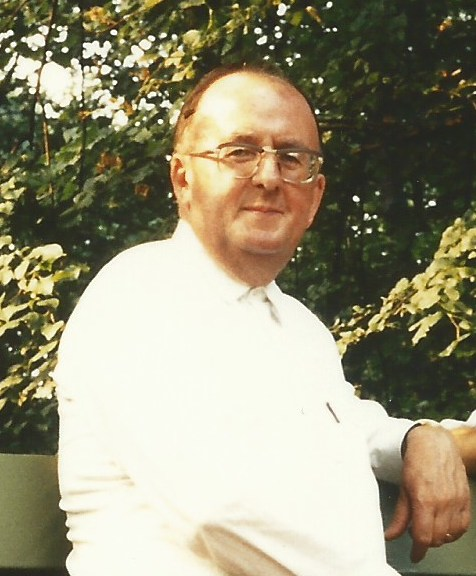
Daniel Curie (1988)

Daniel Curie (* 27. Juli 1927 in Paris; † 21. Mai 2000 in Antony) war ein französischer Physiker und Hochschullehrer.

## Leben und Wirken
Daniel Curie ist der Sohn von Maurice Curie und der Enkel von Jacques Curie. Er war Professor an der Fakultät für Naturwissenschaften (Faculté des sciences) in Paris. In Zusammenarbeit mit seinem Vater ist er Autor von Arbeiten zur kristallinen Lumineszenz. Die Ergebnisse dieser Arbeit sind in einem Buch mit dem Titel Questions actuelles en luminescence cristalline (Aktuelle Fragen zur kristallinen Lumineszenz) zusammengefasst, das 1956 veröffentlicht wurde. Curie ist außerdem Autor des Buchs Luminescence cristalline (Kristalline Lumineszenz), das 1963 von Dunot veröffentlicht wurde sowie eines Buches mit dem Titel Champ cristallin et luminescence (Kristallfeld und Lumineszenz), das 1968 von Gauthier-Villars veröffentlicht wurde und in dem er Anwendungen der Gruppentheorie zur Beschreibung der Kristalllumineszenz betont.
Curie publizierte viele Untersuchungen über die Elektrolumineszenz in Beiträgen französischer Journale, insbesondere im Journal de Physique et le Radium und im Journal de Physique; dort erschien auch sein Review-Artikel Les défauts dans les cristaux ioniques luminescents (Defekte in lumineszierenden Ionenkristallen).  Mit der Gruppe von Hans-Eckhardt Gumlich von der Technischen Universität in Berlin untersuchte er die Lumineszenz von Mangan in Zinksulfid-Kristallen. Er betreute zwei Physik-Dissertationen an der Universität Pierre und Marie Curie: von Chantal Andraud Chevalier, verteidigt 1987, und von Daniel Boulanger, verteidigt 1988.
Daniel Curie war der Ehemann von Germaine Buchader (1918–2011). Nach seinem Tod schenkte sie die Mineraliensammlung ihres Mannes der Universität Pierre und Marie Curie.

## Bücher und Veröffentlichungen in Zeitschriften (Auswahl)
1. ↑  Maurice Curie, Daniel Curie, Questions actuelles en luminescence cristalline, Éditions de las Revue d'optique théorique et instrumentale, Paris 1956.
2. ↑  Daniel Curie, Luminescence cristalline, Dunot, Paris 1963; engl.: Luminescence in cystals, Methuen u. a., London 1963.
3. ↑  Daniel Curie, Champ cristallin et luminescence, Gauthier-Villars, Paris 1968.
4. ↑  Daniel Curie, Essais d'utilisation de la mécanique ondulatoire en phosphorescence, J. Phys. Radium 12, 920-929 (1951)
5. ↑  Daniel Curie, Sur le mécanisme de l'électroluminescence. I. Considérations théoriques, J. Phys. Radium 14, 510-524 (1953)
6. ↑  Daniel Curie, Sur le mécanisme de l'électroluminescence, - II. Applications aux faits expérimentaux, J. Phys. Radium 14, 672-686 (1953)
7. ↑  Daniel Curie, Mouvement des électrons de conductibilité en luminescence cristalline, J. Phys. Radium 16, 77-78 (1955)
8. ↑  Daniel Curie, Sur le calcul des énergies d'extinction thermique en luminescence, J. Phys. France 24, 353-354 (1963)
9. ↑  Daniel Curie, Les défauts dans les cristaux ioniques luminescents, J. Phys. France 24, 535-542 (1963)
10. ↑  Daniel Curie, Les défauts dans les cristaux ioniques luminescents, J. Phys. France 24, 535-542 (1963)
11. ↑  R. Parrot, C. Naud, D. Curie U. Pohl, W. Busse, H.-E. Gumlich, Dynamical Jahn-Teller effect on the triplet states 4T2 of Mn++ in polymorphic ZnS, Journal of Luminescence 31/32, 293-295 (1984).
12. ↑  Daniel Curie, auf der Seite theses.fr.
13. ↑  Siehe Bulletin Nr. 53, S. 12 (2008) der Vereinigung der Freunde der Mineraliensammlung der Sorbonne auf der französischen Seite amis-mineraux.fr .

| Personendaten    | Personendaten                              |
| ---------------- | ------------------------------------------ |
| NAME             | Curie, Daniel                              |
| KURZBESCHREIBUNG | französischer Physiker und Hochschullehrer |
| GEBURTSDATUM     | 27. Juli 1927                              |
| GEBURTSORT       | Paris                                      |
| STERBEDATUM      | 21. Mai 2000                               |
| STERBEORT        | Antony                                     |